# Úmluva Rady Evropy o prevenci a potírání násilí vůči ženám a domácího násilí
| Podepsáno a ratifikováno Podepsáno, není v platnosti Nepodepsáno (členové Rady Evropy) Od smlouvy odstoupili Nepodepsáno (mimo Radu Evropy) |

Podepsáno a ratifikováno
Podepsáno, není v platnosti
Nepodepsáno (členové Rady Evropy)
Od smlouvy odstoupili
Nepodepsáno (mimo Radu Evropy)

Úmluva Rady Evropy o prevenci a potírání násilí vůči ženám a domácího násilí (známá též jako Istanbulská úmluva) je mezinárodní smlouva Rady Evropy zaměřená na potírání a prevenci násilí na ženách a domácího násilí. Úmluva se zaměřuje na prevenci, ochranu obětí a stíhání pachatelů genderově podmíněného násilí, tj. násilí páchaného na člověku pro jeho gender. Úmluva také nově definuje některé trestné činy a požaduje po státech, aby je zavedly do svého trestního řádu. I když úmluva mluví výslovně o ženách, jakožto primárních obětech domácího násilí (podle odhadů se ve více než 90 procentech případů stávají jeho oběťmi ženy – vychází se jen z nahlášených případů), hned v čl. 2 vybízí smluvní strany k aplikaci stanovených zásad na všechny oběti domácího násilí, tedy i na muže, děti nebo seniory. Úmluva také zavádí možnost působení neziskových organizací ve vymáhání.
Dne 14. března 2012 jako první ratifikovalo úmluvu Turecko, ke kterému se k březnu 2022 připojilo dalších 35 států. V platnost vstoupila 1. srpna 2014. Turecko 20. března 2021 od úmluvy odstoupilo. Po letech váhání Česká republika odmítla Istanbulskou úmluvu ratifikovat v těsném hlasování Senátu ČR 24. ledna 2024. V červnu 2023 ale členské státy Evropské unie odsouhlasily připojení k úmluvě a smlouva se tak stane závaznou i pro Česko ve věcech spadajících do pravomoci EU.

## Historie úmluvy
Počátkem devadesátých let se Rada Evropy začala zasazovat o ochranu žen před genderově motivovaným násilím. Její Výbor ministrů vydal několik doporučení, což dalo vzniknout v období 2006–2008 celoevropské kampani za boj proti násilí na ženách včetně domácího násilí. Zásadně odmítavý postoj k tomuto druhu násilí vyjádřil i Evropský parlament přijetím řady rezolucí a doporučení vyzývajících ke schválení právně závazných norem v oblasti prevence, ochrany a stíhání nejzávažnějších a nejrozšířenějších forem genderově podmíněného násilí.
Národní zprávy, studie a průzkumy následně poukázaly na závažnost tohoto problému v Evropě. Kampaň v první řadě odhalila značně rozdílné reakce jednotlivých států na násilí na ženách a domácí násilí. Objevila se evidentní potřeba harmonizace právních norem s cílem zajistit, aby oběti mohly požívat stejné úrovně ochrany napříč celou Evropou. Politická vůle jednat vzrostla. Ministři členských států Rady Evropy začali diskutovat o nutnosti posílení ochrany obětí domácího násilí, zejména pak násilí partnerského.
Vědoma si své role, rozhodla se tedy Rada Evropy vytvořit jednotné standardy pro prevenci a potírání násilí na ženách a domácího násilí. V prosinci roku 2008 Výbor ministrů zřídil expertní skupinu pověřenou přípravou návrhu úmluvy v této oblasti. Zhruba během dvou let skupina, pojmenovaná CAHVIO (Výbor pro prevenci a boj s násilím na ženách a domácím násilím), vypracovala návrh textu. Návrh byl dokončen v prosinci roku 2010.

## Přijetí, podpis, ratifikace a odmítnutí úmluvy
Úmluva byla přijata Výborem ministrů Rady Evropy dne 7. dubna 2011 a k podpisům byla otevřena 11. května 2011 u příležitosti 121. zasedání Výboru ministrů v Istanbulu. V platnost úmluva vstoupila po ratifikaci prvními deseti státy, dne 1. srpna 2014. Za Evropskou unii ji 13. června 2017 podepsala eurokomisařka Věra Jourová. Do 30. března 2022 ji ratifikovalo 36 států (Albánie, Andorra, Rakousko, Belgie, Bosna a Hercegovina, Chorvatsko, Kypr, Dánsko, Estonsko, Finsko, Francie, Gruzie, Německo, Itálie, Řecko, Island, Irsko, Lichtenštejnsko, Lucembursko, Malta, Monako, Černá Hora, Nizozemsko, Norsko, Polsko, Portugalsko, Moldavsko, Rumunsko, San Marino, Srbsko, Slovinsko, Španělsko, Švédsko, Švýcarsko, Severní Makedonie, Turecko) a dalších 9 států, včetně Česka, ji podepsalo.
Podpis úmluvy dosud[kdy?] odmítá Ázerbájdžán. Ze států, jež úmluvu původně podepsaly, byla posléze ratifikace smlouvy odmítnuta Bulharskem (na základě rozhodnutí bulharského ústavního soudu, podle kterého byla neslučitelná s bulharskou ústavou), Slovenskem (na základě opakovaného odmítnutí ratifikace smlouvy ve slovenském parlamentu) a Maďarskem (na základě odmítnutí ratifikace maďarským parlamentem). Turecko se od úmluvy na základě prezidentského dekretu stáhlo a od 1. července 2021 zde úmluva pozbyla platnosti.
Dne 1. června 2023 členské země Evropská unie většinově schválily přistoupení EU jako celku k úmluvě, tedy s platností v těch oblastech, kde má EU výlučnou kompetenci. Ministr dopravy Martin Kupka (ODS), reprezentující Českou republiku, se hlasování zdržel a zdůvodnil to skutečností, že v té době úmluva nebyla zemí ratifikována na národní úrovni.

### Proces přijímání v České republice
Za přijetí smlouvy se dlouhodobě zasazovala Liga lidských práv a Česká ženská lobby společně s členskými organizacemi (proFem, Český svaz žen, Rosa). Přijetí úmluvy rovněž dlouhodobě podporoval bývalý ministr pro lidská práva, rovné příležitosti a legislativu Jiří Dienstbier, který v lednu 2016 přijal za vládu petici organizace Amnesty International za její přijetí.
Česká republika nakonec podepsala smlouvu (jako jedna z posledních zemí EU) dne 12. května 2016. Podpis připojil její velvyslanec při Radě Evropy Emil Ruffer.
Ratifikace smlouvy měla dle plánů proběhnout do poloviny roku 2018, první ani druhá vláda Andreje Babiše však její ratifikaci neprojednala. Také vláda Petra Fialy jednání o ratifikaci úmluvy odložila, dle ministra spravedlnosti Pavla Blažka do konce ledna 2023. V květnu 2023 k ratifikaci úmluvy vyzval i prezident Petr Pavel. V červnu 2023 pak vláda s pokračováním procesu přijímání úmluvy souhlasila. Vládní zmocněnkyně pro lidská práva Klára Šimáčková Laurenčíková uvedla, že úmluvu kabinet schválil k ratifikaci. Hlasování Poslanecké sněmovny PČR se očekávalo během podzimu 2023, ještě dříve se však k jejímu projednání dostal Senát.
Ústavně právní výbor Senátu PČR před koncem července 2023 dal k ratifikaci odmítavé doporučení, doporučení nedostala ani od zahraničního výboru a výboru pro záležitosti EU. V září 2023 o úmluvě jednala ústavní komise Senátu PČR, doporučení k ratifikaci však nedokázala odhlasovat, neboť odpůrci, kteří byli v menšině, opustili jednací místnost. V lednu 2024 pak senátní plénum ratifikaci úmluvy poměrně těsně neschválilo, k vyslovení souhlasu chyběly 2 hlasy. Proti byla většina senátorů z klubu KDU-ČSL a nezávislých, členové klubů ANO a SOCDEM a ODS a TOP 09 hlasovali zčásti pro zamítnutí a zčásti úmluvu podpořili, pro byli většinou senátoři z klubů Starostů a SEN21 a Piráti. Devět senátorů se zdrželo a deset bylo nepřítomno.

## Cíle úmluvy

### Prevence
Kromě samotné ochrany a trestání domácího a jiného násilí si úmluva klade za cíl prevenci proti těmto činům. Tu spatřuje hlavně v boji s genderovými stereotypy, které ženy společensky profilují jako slabší a submisivní vůči mužům, a stereotypními genderovými rolemi, například vyšší akceptací násilí u mužů než u žen, což se ve výsledku může promítat právě v domácím násilí (pocit ztráty „mužskosti“). Dosáhnout toho chce pomocí:
- školení odborníků pracujících s oběťmi,
- pravidelných osvětových kampaní,
- zahrnutí téma genderové problematiky do školních osnov,
- zajištění terapeutických programů pro pachatele domácího a sexuálně orientovaného násilí,
- těsné spolupráce s nevládními organizacemi.[7]

### Ochrana
V případě selhání preventivních opatření je nezbytné podniknout veškerá opatření k ochraně obětí před násilím ze strany pachatele. Toho se dosáhne zejména:
- zavedením legální možnosti dočasného vykázání pachatele domácího násilí ze společného obydlí,
- zavedením nepřetržitých tísňových linek,
- dostatečným počtem prozatímních azylových domů a jejich kapacitní dostupností,
- poskytováním potřebných srozumitelných informací pro traumatizované oběti,
- zřízením specializovaných center pro oběti sexuálního násilí,
- dostatečným informováním obětí o jejich právech a dostupné pomoci.[7]

### Stíhání
Strany jsou povinny definovat nové trestné činy, jestliže je dosud trestní řád neobsahuje (např. fyzické týrání, psychické týrání, nebezpečné pronásledování, sexuální násilí a znásilnění, sexuální obtěžování, nucený sňatek, mrzačení ženského genitálu, vynucený potrat a nucená sterilizace). Mimo to mají státy povinnost zajistit, aby kulturní zvyklosti a obyčeje nesloužily jako záminka k ospravedlňování výše uvedeného chování (včetně takzvaných zločinů ze cti). Dále mají povinnost zajistit řádné vyšetření všech projevů násilí vůči ženám a domácího násilí.

### Integrovaná politika
Je založena na myšlence, že žádná organizace, úřad či jednotlivec nemohou zvítězit v boji proti násilí páchaném na ženách osamoceně. Smlouva motivuje ke koordinovanému a promyšlenému úsilí všech orgánů státní správy i nevládních organizací. Je třeba vyslat společnosti jasný signál jako celku, aby každý člověk pochopil, že násilí není adekvátním řešením žádného problému. Každý musí pochopit, že násilí proti ženám a domácí násilí nebude nikdy tolerováno.

### Monitorovací mechanismus
Úmluva má vytvořený vlastní monitorovací mechanismus, jehož úkolem je podpora zavádění smlouvy do praxe. Je postaven na dvou pilířích. Na jedné straně stojí skupina expertů proti násilí vůči ženám a domácímu násilí (anglicky Group of Experts on Action against Violence against Women and Domestic Violence; GREVIO), zastupujících obě pohlaví a různé regiony. Poměr zastoupení obou pohlaví (žen : mužů) byl v minulosti 12:3 (patnáctičlenná skupina odborníků) a 20:4 ke květnu 2023. Členové GREVIO a jejich případný odborný doprovod je vybaven výjimkami z omezení svobody pohybu, celních a devizových kontrol i doživotní imunitou v souvislosti s výkonem jejich funkce, která může být omezena Generálním tajemníkem Rady Evropy. Na straně druhé je Výbor smluvních stran (The Committee of the Parties), sestavený z politických zástupců smluvních stran úmluvy.

## Společenská diskuse

### Podpora ženských a lidskoprávních organizací
Lidskoprávní a ženské organizace, v čele s Českou ženskou lobby, ratifikaci Istanbulské úmluvy dlouhodobě podporuje. Podle její ředitelky Hany Stelzerové „úmluva popisuje nástroje pomoci, které vychází z dobré praxe odborníků a odbornic na tuto problematiku, a díky komplexnímu přístupu žádná oběť nezůstane bez pomoci“, přičemž zdůrazňuje samotný preventivní rozměr úmluvy jako zcela zásadní.
Dle socioložky Kateřiny Šaldové, vedoucí advokačního oddělení neziskové organizace Amnesty International ČR, z výzkumu veřejného mínění zadaného Amnesty International a Českou ženskou lobby a zpracovaného agenturou Focus vyplývá, že „(…) přes 70 % dotázaných si myslí, že současná situace v oblasti násilí na ženách v Česku je problém. Ještě silněji vnímají lidé potřebu zesílení prevence – po větším zaměření ČR na prevenci násilí na ženách volá 84 % všech dotázaných. Je tedy více než jasné, že lepší právní rámec si přeje i většina Čechů a Češek.“ Z výzkumu současně vyplynulo, že jedna třetina respondentů a až polovina dotázaných mužů se domnívá, že si žena v některých případech může za znásilnění sama (pokud je například opilá, prochází sama opuštěným místem nebo se „vyzývavě obléká“).
Statistiky počtu znásilnění se různí. Odhaduje se, že každoročně je v Česku znásilněno zhruba 7–20 tisíc lidí (v 90 % ženy), přičemž nahlášen je kvůli možným obavám a předsudkům jen zlomek, pouze 2 % pachatelů těchto činů pak soudy reálně potrestají. Až 90 % znásilnění se odehraje mezi lidmi, kteří se znají. V polovině případů je pachatelem manžel nebo partner. Znásilnění zažije v průběhu svého života každá desátá česká žena, sexuální nebo fyzické násilí všeobecně pak dle Agentury EU pro základní práva dokonce každá třetí. Co do počtu domácího násilí, to dle Akčního plánu prevence domácího a genderově podmíněného násilí na léta 2019 až 2022, který v květnu 2019 schválila česká vláda, zažívá v průběhu svého života na základě mezinárodních a českých studií přibližně každá třetí žena.

### Odmítavé reakce některých politiků
Z českých politiků vyjádřili nesouhlasný postoj s úmluvou například tehdejší ministři z KDU-ČSL Pavel Bělobrádek a Marian Jurečka. Podle nich zákon „pro naši republiku nepřináší nic nového mimo zavedení prvků tzv. genderové ideologie do školní výchovy“. Podobné snahy vnímají spíše jako „útok na tradiční podobu rodiny, definování třetího pohlaví a projev sociálního inženýrství“. Podle Pavla Bělobrádka již zákony proti domácímu násilí máme, jen nejsou dostatečně využívány.
Proti tomu se ohradila Česká ženská lobby (ČŽL), která ve svém prohlášení připomněla, že „gender je jeden ze základních sociologických pojmů, jehož používání má ve společenských vědách dlouholetou tradici a nejedná se tudíž o nic nového“ a současně poukázala na to, že „v současných diskuzích se často zaměňuje pojem gender za pojem pohlaví, což jsou ale termíny, mezi kterými je třeba rozlišovat“. V reakci na dostatečnou právní úpravu ČŽL oponovala, že „v úmluvě nejde jen o trestněprávní rovinu a stíhání pachatelů, ale o komplexní řešení v otázkách násilí, přičemž v řadě zmíněných oblastí Česká republika stále zaostává (například chybí specializované azylové domy pro oběti násilí, oběti násilí se často setkávají s bagatelizací a zpochybňováním jejich zkušenosti, viz průzkum agentury Focus, a podobně).“
Vůči Bělobrádkovým výrokům se ohradila i ministryně práce a sociálních věcí Michaela Marksová, která připomněla, že text úmluvy třetí pohlaví vůbec nezmiňuje.
Z politiků za KDU-ČSL kritizoval Istanbulskou smlouvu i europoslanec Tomáš Zdechovský. Zpočátku se dle svých slov stavěl pro, nicméně názor změnil po slyšeních v Evropském parlamentu, na kterých bylo zdůrazňováno, že dokument cílí na ženské oběti a dostatečně nezohledňuje, že oběťmi mohou být i muži. Vyjadřuje také obavy z toho, že Istanbulská úmluva bude v konečném důsledku při rozvodovém řízení zvýhodňovat ženy.

### Církevní kruhy
Kritika Istanbulské úmluvy zaznívá zejména ze strany římskokatolické církve a sociálně konzervativních kruhů, proti jejímu přijetí se oficiálně postavila celá Česká biskupská konference, Řeckokatolická církev, Jednota bratrská, Církev adventistů sedmého dne, Evangelická církev metodistická, Slezská církev evangelická augsburského vyznání a Církev bratrská. Církvím vadí, že podle nich úmluva degraduje vztah mezi mužem a ženou na nepřátelské měření sil, třídí společnost sobě rovných lidských bytostí na umělé kategorie a programově relativizuje sdílené hodnoty evropské kultury a jejich předávání dalším generacím.
Ve společném vyjádření se zmíněné církve vyjádřily následovně:
- Dokument vychází z přesvědčení, že muži v historii uplatňovali násilí s cílem podřídit si ženy, a proto je nutné každé násilí na ženě chápat genderově.
- Chlapci a muži jsou v úmluvě a priori vnímáni jako potenciální pachatelé násilí a sankce proti nim nejsou považovány za diskriminaci.
- Příslušnost k genderové identitě a tedy případně diskriminované skupině se ve skutečnosti opírá o subjektivní a v čase proměnlivé sebepojetí jednotlivce.

- Církve dále tvrdí, že „některé neziskové organizace systematicky vyhledávají nové položky do svých seznamů diskriminovaných menšin. Lidská práva a svobody, stejně jako zákaz diskriminace, jsou však také právem většiny.“

Mediální pozornost vyvolalo kázání Mons. Petra Piťhy v katedrále sv. Víta u příležitosti svátku svatého Václava 28. září 2018, který úmluvu ostře kritizoval. Proti tomu Česká ženská lobby podala trestní oznámení pro úmyslné šíření poplašné zprávy, které státní zástupce ovšem vyhodnotil jako nedůvodné, neboť nebylo shledáno žádné podezření ze spáchání trestného činu. Piťhu podpořil jménem celé České biskupské konference také kardinál Duka. Naopak Synodní rada Českobratrské církve evangelické se v říjnu 2018 vyjádřila pro ratifikaci úmluvy.

### Námitky odborné veřejnosti v oboru advokacie
Proti přijetí Istanbulské úmluvy se postavila politička a předsedkyně Unie rodinných advokátů Daniela Kovářová. Ta jako „riziko pro advokacii“ označila článek 28, podle něhož „strany učiní nezbytná opatření, aby pravidla důvěrnosti vyplývající ze zákonů dané země nebránila pracovníkům určitých profesí (…) ohlásit kompetentním organizacím či úřadům, že mají důvodné podezření, že došlo ke spáchání závažného násilného činu, spadajícího do působnosti této úmluvy, a lze do budoucna očekávat, že budou spáchány další závažné násilné činy.“ Podle Kovářové proto hrozí prolomení advokátní mlčenlivosti.
Na druhé straně Daniel Bartoň, advokát a přednášející na Evangelické teologické fakultě UK, ve své analýze shrnuje: „(…) Istanbulská úmluva je relativně standardní mezinárodní lidskoprávní úmluvou. Její obsah při zohlednění běžných pravidel právní interpretace nijak zásadně nevybočuje ze současného mezinárodního lidskoprávního diskurzu.“ K problematice prolomení advokátní mlčenlivosti uvádí: „(…) článek 28 Istanbulské úmluvy není o ,ohlašovací povinnosti odborníků', jak by se mohlo jevit z nevhodného českého překladu, ale o takovém nastavení vnitrostátních pravidel, které by umožňovalo některým profesionálům (neadvokátům) překazit páchání závažných násilných činů, které jsou předmětem úmluvy. Toto ustanovení míří na země, které mají takové nastavení profesní mlčenlivosti, které překažení spáchání takových činů neumožňuje. To však není případ České republiky.“

### Obvinění z dezinformací
Oponenti[kdo?] úmluvy byli ze strany jejích zastánců opakovaně obviněni z dezinterpretace obsahu úmluvy s cílem zmanipulovat veřejné mínění proti jejímu přijetí. Rada Evropy ve své tiskové zprávě z listopadu 2018 uvedla, že „navzdory jejím jasně definovaným cílům, se Istanbulská úmluva potýká s mnohými falešnými informacemi, které o ní šíří některé náboženské a ultrakonzervativní skupiny“. Prohlášení uvádí, že úmluva se nikomu nesnaží vnucovat konkrétní styl života, pouze se v rámci prevence snaží předcházet násilí na ženách a domácímu násilí. Istanbulská úmluva se dle prohlášení Rady Evropy „nesnaží stírat tělesné rozdíly mezi muži a ženami a nikde v textu se ani nezmiňuje o tom, že muži a ženy jsou nebo by měli být stejní“. Stejně tak se úmluva „nesnaží regulovat a určovat něčí rodinný život, neboť jednak neobsahuje definici toho, co je rodina nebo jak by měla vypadat.“
Poslední prohlášení se nepřímo týkalo rozhodnutí bulharského ústavního soudu, který v červenci 2018 uvedl, že je Istanbulská úmluva neslučitelná s bulharskou ústavou, protože by mimo jiné znamenala formální uznání stejnopohlavních manželství. Někteří pozorovatelé ovšem namítli, že rozhodnutí bulharského ÚS může pramenit z chybného bulharského překladu úmluvy, který nerozlišuje mezi termíny „sex“ (odkazujícím na biologické pohlaví) a „gender“ (který úmluva definuje jako „sociálně ustanovené role, chování, jednání a vlastnosti, které příslušná společnost pokládá za odpovídající pro ženy a muže“).
V září 2018 vydal Úřad vlády ČR informativní brožuru o Istanbulské úmluvě, na které mimo jiné spolupracovali odborníci a odbornice z Výboru pro prevenci domácího násilí a násilí na ženách a Odboru rovnosti žen a mužů, která má být reakcí na nejčastější dezinformace a mýty týkající se úmluvy.